# Luis Abram
Luis Alfonso Abram Ugarelli (Lima, 27 de fevereiro de 1996) é um futebolista Peruano que atua como zagueiro. Atualmente defende o Atlanta United.